# 촉각

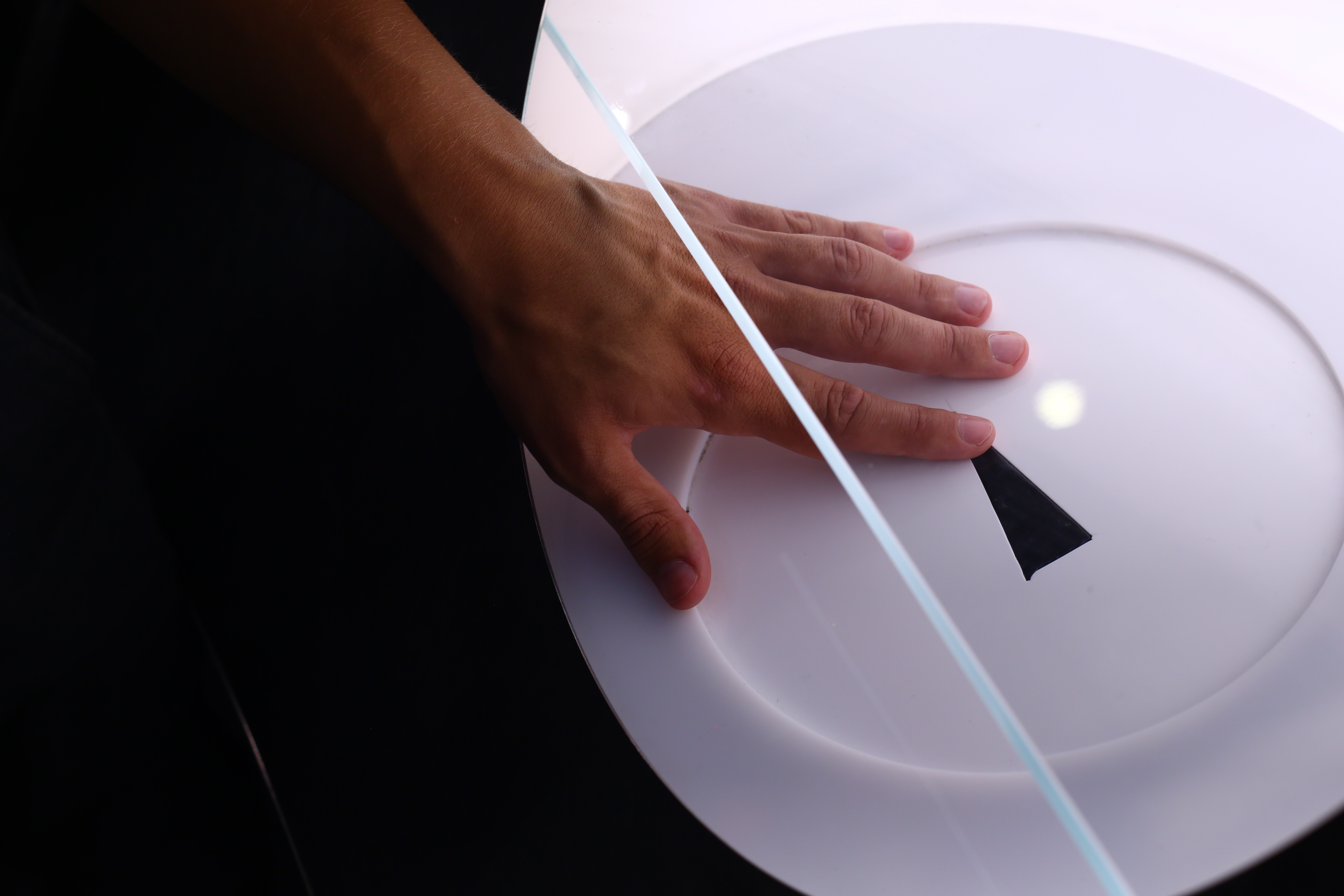

촉각(觸覺, haptic perception)은 접촉을 감지하는 감각을 말한다. 생체의 표면에 촉자극(觸刺戟)이 가해졌을 때 털의 움직임이나 피부 또는 점막의 비틀림 같은 생체조직의 움직임이 일어나면서 생긴다. 촉각은 감각 신경의 말단에 있으며 촉각소체(tactile corpuscle)라고도 부르는 마이스너 소체(meissner corpuscle)를 통해 뇌에 전달된다.
촉각은 통증을 느끼는데 도움을 주기도 한다. 통각 신경은 다른 감각 신경에 비해 신호 전달이 느리다. 통각 신경은 초속  0.5~30m 정도로 전달되는데, 이 느린 속도를 감각을 초속 70m로 전달하는 촉각 신경이 보완해준다. 통증이 일어날 때 경험을 통해 같이 인지된 촉각에 반응하여 몸이 더 빠른 반응을 할 수 있도록 만든다.

## 같이 보기
- 햅틱스
- 몸감각 기관